# Francisco Parraguez
Francisco Alejandro Parraguez Leiva (Malloa, 12 de septiembre de 1979) es un licenciado en Ciencias Jurídicas y dirigente político chileno. Fue presidente del partido Izquierda Ciudadana y ejerció como secretario general de Mas Izquierda Ciudadana.

## Familia y educación
Hijo de Francisco Parraguez Bravo, quien se ha desempeñado como concejal de Malloa.
Estudió en San Vicente de Taguatagua, en el Colegio El Salvador. Luego, a partir de 1999 inició la carrera de Derecho en la Universidad de Chile, donde egresó en 2004. Fue dirigente estudiantil secundario (1996) y representante estudiantil ante el Consejo de Delegados del Centro de Alumnos de la Facultad de Derecho de la Universidad de Chile.

## Carrera profesional
Ejerció como profesor ayudante de Derecho Político y Ciencia Política, con el profesor Mario Fernández Baeza (1999-2001).
Fue asesor jurídico del director de la Casa de Moneda de Chile, especializándose en materias comerciales. También fue procurador del Servicio Nacional de Menores (2001), donde tramitó juicios criminales y civiles en materia referentes a menores y maltrato infantil. Se desempeñó como asesor jurídico de la Subsecretaría de Obras Públicas (2001-2004) y de la Municipalidad de Rengo (2005). Entre 2007 y 2009 se dedicó al ejercicio libre de la profesión.

## Carrera política
Su carrera política la inicia en la Democracia Cristiana, por tradición familiar. Sin embargo, en 2009 fue elegido por el sistema de proporcionalidad de los concejales y alcaldes, como Consejo Regional de O'Higgins, en calidad de independiente y con los votos de ediles independientes.
En 2013 ingresó a la Izquierda Ciudadana, siendo candidato en condición de independiente en el cupo de dicha colectividad a las elecciones de consejeros regionales, que por primera vez se realiza por vía democrático en elección conjunta con las elecciones presidenciales y parlamentarias.
Luego de la disolución del partido Mas Izquierda Ciudadana, Parraguez se sumó al PRO, colectividad que lo proclamó como precandidato a gobernador para la Región de O'Higgins.

## Historia electoral
- Elecciones de Consejeros Regionales de 2013, para la Circunscripción Provincial de Cachapoal II[3]

| Candidato                   | Pacto                    | Partido | Votos  | %    | Resultado |
| --------------------------- | ------------------------ | ------- | ------ | ---- | --------- |
| Juan Pablo Díaz Burgos      | Nueva Mayoría para Chile | PDC     | 11 633 | 8,66 | Consejero |
| Eugenio Bauer Jouanne       | Alianza                  | UDI     | 11 253 | 8,38 | Consejero |
| Francisco Parraguez Leiva   | Nueva Mayoría por Chile  | IC      | 10 550 | 7,86 | Consejero |
| Óscar Ávila Méndez          | Nueva Mayoría para Chile | PS      | 7 711  | 5,74 | Consejero |
| Fernando Verdugo Valenzuela | Nueva Mayoría por Chile  | PRSD    | 7 488  | 5,58 | Consejero |
| Johanna Olivares Gribbell   | Alianza                  | RN      | 6 440  | 4,79 | Consejera |

### Elecciones parlamentarias de 2017
- Elecciones parlamentarias de 2017 a Diputado por el distrito 15 (Codegua, Coinco, Coltauco, Doñihue, Graneros, Machalí, Malloa, Mostazal, Olivar, Quinta de Tilcoco, Rancagua, Rengo y Requínoa)[4]

| Candidato                  | Pacto                    | Partido | Votos  | %     | Resultado |
| -------------------------- | ------------------------ | ------- | ------ | ----- | --------- |
| Javier Macaya Danús        | Chile Vamos              | UDI     | 25 198 | 13,98 | Diputado  |
| Diego Schalper Sepúlveda   | Chile Vamos              | IND-RN  | 19 305 | 10,71 | Diputado  |
| Juan Luis Castro González  | La Fuerza de la Mayoría  | PS      | 17 777 | 9,86  | Diputado  |
| Issa Kort Garriga          | Chile Vamos              | UDI     | 16 754 | 9,29  | Diputado  |
| Felipe Letelier Norambuena | La Fuerza de la Mayoría  | PPD     | 12 388 | 6,87  |           |
| Pamela Medina Schulz       | Chile Vamos              | IND-RN  | 10 822 | 6,00  |           |
| Raúl Soto Mardones         | Convergencia Democrática | DC      | 9024   | 5,01  | Diputado  |
| Oscar Ávila Méndez         | La Fuerza de la Mayoría  | PS      | 7060   | 3,92  |           |
| Eduardo Vergara Bolbarán   | La Fuerza de la Mayoría  | PPD     | 6989   | 3,88  |           |
| Francisco Parraguez Leiva  | Convergencia Democrática | IC      | 5700   | 3,16  |           |